# Safrantukan
Safrantukan (latin: Pteroglossus bailloni) er en fugl i familien tukaner i ordenen spættefugle. Den lever i det østlige Sydamerika.